# Charlotte Andrews Stephens
Charlotte Andrews Stephens est une enseignante née le 9 mai 1854 et morte le 17 décembre 1951, la première Afro-Américaine à enseigner à Little Rock, en Arkansas. Elle enseigne pendant soixante-dix ans et une école primaire porte son nom depuis 1910.

## Biographie

### Enfance et études
Charlotte Elizabeth Andrews naît à Little Rock. Ses parents sont William Wallace Andrews et Caroline Williams Andrews. Elle naît dans l'esclavage et vit dans le foyer du sénateur Chester Ashley ; son père s'enthousiasme pour l'éducation et la foi méthodiste. Elle fréquente l'Oberlin College pendant trois ans dans les années 1870.

### Carrière
Elle commence à enseigner à quinze ans, dans l'école d'affranchis qu'elle fréquente. Elle enseigne le latin, l'allemand et les sciences. Parmi ses élèves remarquables, on compte les compositeurs noirs Florence Price et William Grant Still.
À plusieurs reprises, elle est directrice de l'école primaire de Capital Hill, bibliothécaire au lycée Dunbar et directrice par intérim du lycée Union. En 1909, une réception est organisée pour célébrer son 40e anniversaire en tant qu'enseignante, et un service à thé en argent lui est offert ; le Arkansas Democrat rapporte qu'« elle est actuellement l'un des enseignants les plus actifs et les plus éveillés du lycée M. W. Gibbs ». À l'âge de 70 ans, elle reçoit un master du Shorter College à North Little Rock.
Elle enseigne pendant soixante-dix ans, jusqu'à sa retraite en 1939, à l'âge de 85 ans.
Stephens est membre fondatrice de la section de Little Rock de la National Association of Colored Women (NACW).

### Mort
Elle meurt en 1951, à l'âge de 97 ans,.

## Vie privée
Elle épouse John Herbert Stephens, qui est ébéniste, enseignant et fonctionnaire public local et a huit enfants.

## Postérité
L'école primaire Stephens qui se trouve sur un terrain que Stephens a offert à cet effet,, qui porte son nom depuis 1910, est une école publique de Little Rock, dans un nouveau bâtiment depuis 2001.
En 1973, l'Academic Press of Arkansas publie une biographie, Charlotte Stephens : Little Rock's First Black Teacher par Adolphine Fletcher Terry,.